# Dendrophylax constanzensis
Dendrophylax constanzensis là một loài thực vật có hoa trong họ Lan. Loài này được (Garay) Nir mô tả khoa học đầu tiên năm 2000.